# Mintiu Gherlii
Mintiu Gherlii é uma comuna romena localizada no distrito de Cluj, na região histórica da Transilvânia. A comuna possui uma área de 78.52 km² e sua população era de 3950 habitantes segundo o censo de 2007.